# المبنى (أسلم)

تعديل مصدري - تعديل

المبنى هي إحدى قرى عزلة أسلم الوسط بمديرية أسلم التابعة لمحافظة حجة، بلغ تعداد سكانها 57 نسمة حسب تعداد اليمن لعام 2004.